# Groß Schwiesow
Groß Schwiesow ist eine Gemeinde im Landkreis Rostock in Mecklenburg-Vorpommern (Deutschland). Sie wird vom Amt Güstrow-Land mit Sitz in der nicht amtsangehörigen Kreisstadt Güstrow verwaltet.

## Geografie
Die Gemeinde liegt im Dreieck der Städte Güstrow, Bützow und Schwaan, 30 Kilometer südlich von Rostock. Das eiszeitlich geprägte Gebiet um Groß Schwiesow zeichnet sich durch seinen sehr hohen Waldanteil in Form von Kiefern- und Buchenforsten aus und ist leicht hügelig. Nach Süden fällt das Gelände zur Niederung der Nebel und dem parallel verlaufenden Bützow-Güstrow-Kanal ab. Die nördliche Nachbargemeinde Kassow befindet sich im Amt Schwaan.
Umgeben wird Groß Schwiesow von den Nachbargemeinden Kassow im Norden, Mistorf im Nordosten, Lüssow im Osten, Gülzow-Prüzen im Süden sowie Zepelin im Westen.
Zu Groß Schwiesow gehört der Ortsteil Klein Schwiesow.

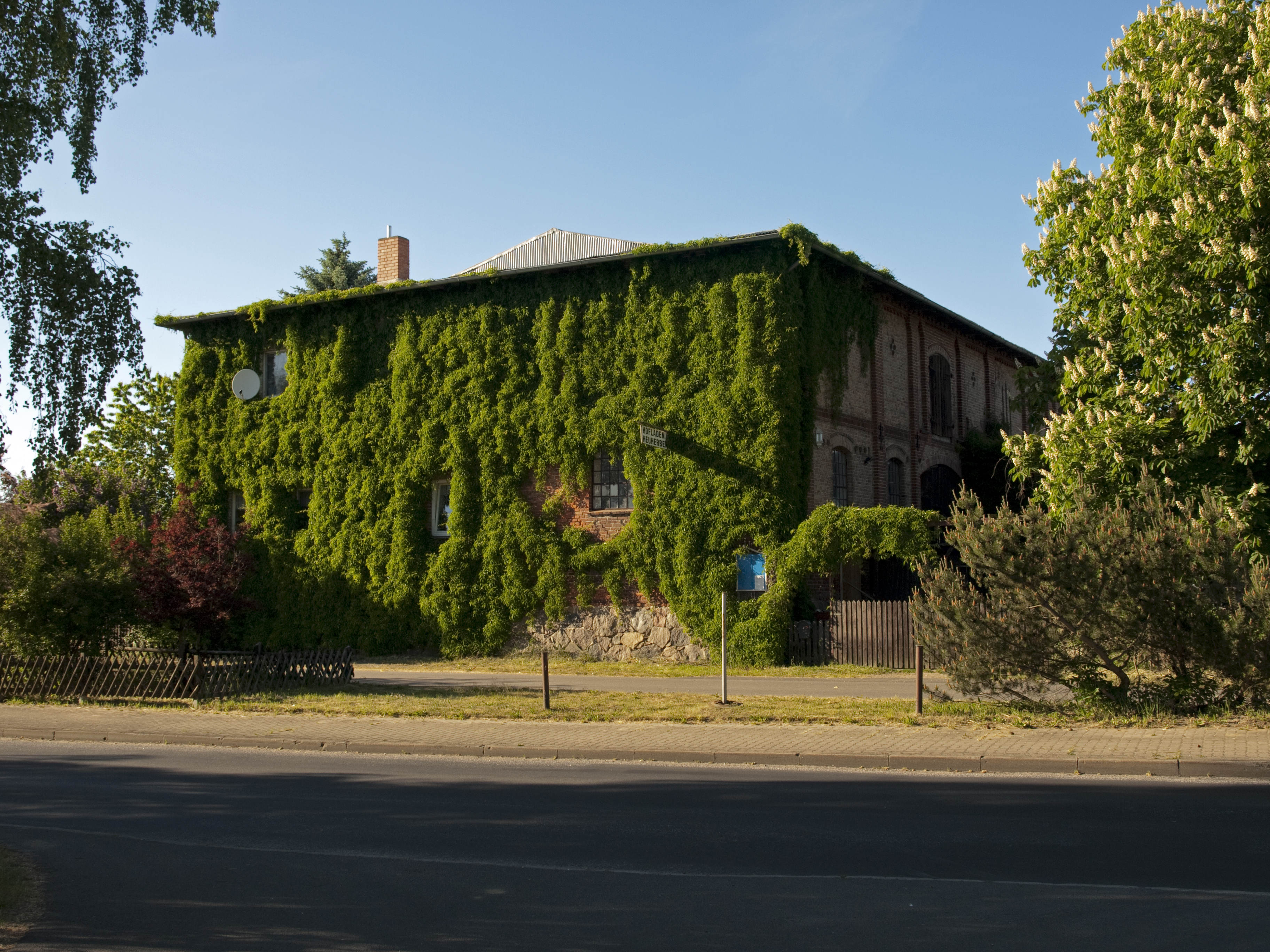
Haus Bützower Straße 3 in Groß Schwiesow

## Geschichte
Die erste Erwähnung des Ortes Groß Schwiesow findet sich in einer Urkunde des Jahres 1237, aber eine erste zögerliche Besiedelung der Gemarkung erfolgte schon einige Jahrtausende früher.
Am 1. Juli 1950 wurde die bis dahin eigenständige Gemeinde Klein Schwiesow eingegliedert.

## Politik

### Gemeindevertretung und Bürgermeister
Der Gemeinderat besteht (inkl. Bürgermeister) aus sechs Mitgliedern. Die Wahl zum Gemeinderat am 26. Mai 2019 hatte folgende Ergebnisse:
| Partei/Bewerber                  | Prozent | Sitze |
| -------------------------------- | ------- | ----- |
| Wählervereinigung Landwirtschaft | 67,39   | 4     |
| CDU                              | 32,62   | 2     |

Bürgermeister der Gemeinde ist Thomas Körting, er wurde mit 78,98 % der Stimmen gewählt.

## Sehenswürdigkeiten
- Gutsanlage mit Gutshaus Groß Schwiesow: Eingeschossiger, sanierter Putzbau mit Satteldach
- Gutsanlage mit Gutshaus Klein Schwiesow: Eingeschossiger, sanierter Putzbau mit Mittelrisalit und Krüppelwalmdach

## Wirtschaft und Infrastruktur
Die Gemeinde ist vorwiegend landwirtschaftlich geprägt. 2001 wurde das fast verfallene Gebäude des Alten Speichers vom Verein Schwiesower Freizeit- und Kulturtreff zu einem Gemeindezentrum ausgebaut, hier finden vielfältige Veranstaltungen und Feste statt.
Für Freunde des Motorsports steht das Gelände des MSC Groß Schwiesow zur Verfügung, auf welchem u. a. seit 1986 jährlich am 1. Mai eine Motocross-Veranstaltung stattfindet.

### Verkehrsanbindung
Die Bundesautobahn 19 (Berlin–Rostock) verläuft ca. 16 Kilometer westlich von Groß Schwiesow (Anschlussstellen Laage, Glasewitz oder Güstrow). Die Verbindungsstraße von Güstrow nach Bützow führt durch die Gemeinde. Die nächsten Bahnhöfe befinden sich in der Nachbargemeinde Lüssow sowie in Bützow.

## Belege
1. ↑  Statistisches Amt M-V – Bevölkerungsstand der Kreise, Ämter und Gemeinden 2023 (XLS-Datei) (Amtliche Einwohnerzahlen in Fortschreibung des Zensus 2011) (Hilfe dazu).
2. ↑  Wahlergebnisse Gemeindevertretung auf www.amt-guestrow-land.de
3. ↑  Wahlergebnisse Bürgermeisterwahl auf www.amt-guestrow-land.de